# Luis López (Hondurees wielrenner)
Luis Fernando Enrique López Nolasco (Honduras, 17 september 1997) is een Hondurees wielrenner.

## Carrière
Als junior werd López nationaal kampioen cross-country in 2014. Op zijn achttiende werd hij derde in het door Armando Orellana gewonnen nationale kampioenschap tijdrijden bij de eliterenenrs.
In 2018 won López de derde etappe in de Ronde van Guatemala door in San José Pinula de thuisrijder Edgar Torres te verslaan in een sprint-à-deux. In het eindklassement werd hij zevende, op bijna achtenhalve minuut van winnaar Alfredo Ajpacajá, wat hem wel de beste jongere maakte. Ook in 2019 won López de derde etappe in Guatemala, waardoor hij de leiderstrui overnam van Julio Padilla.

## Overwinningen
2018
3e etappe Ronde van Guatemala
Jongerenklassement Ronde van Guatemala
2019
3e etappe Ronde van Guatemala